# Frank Hellwig

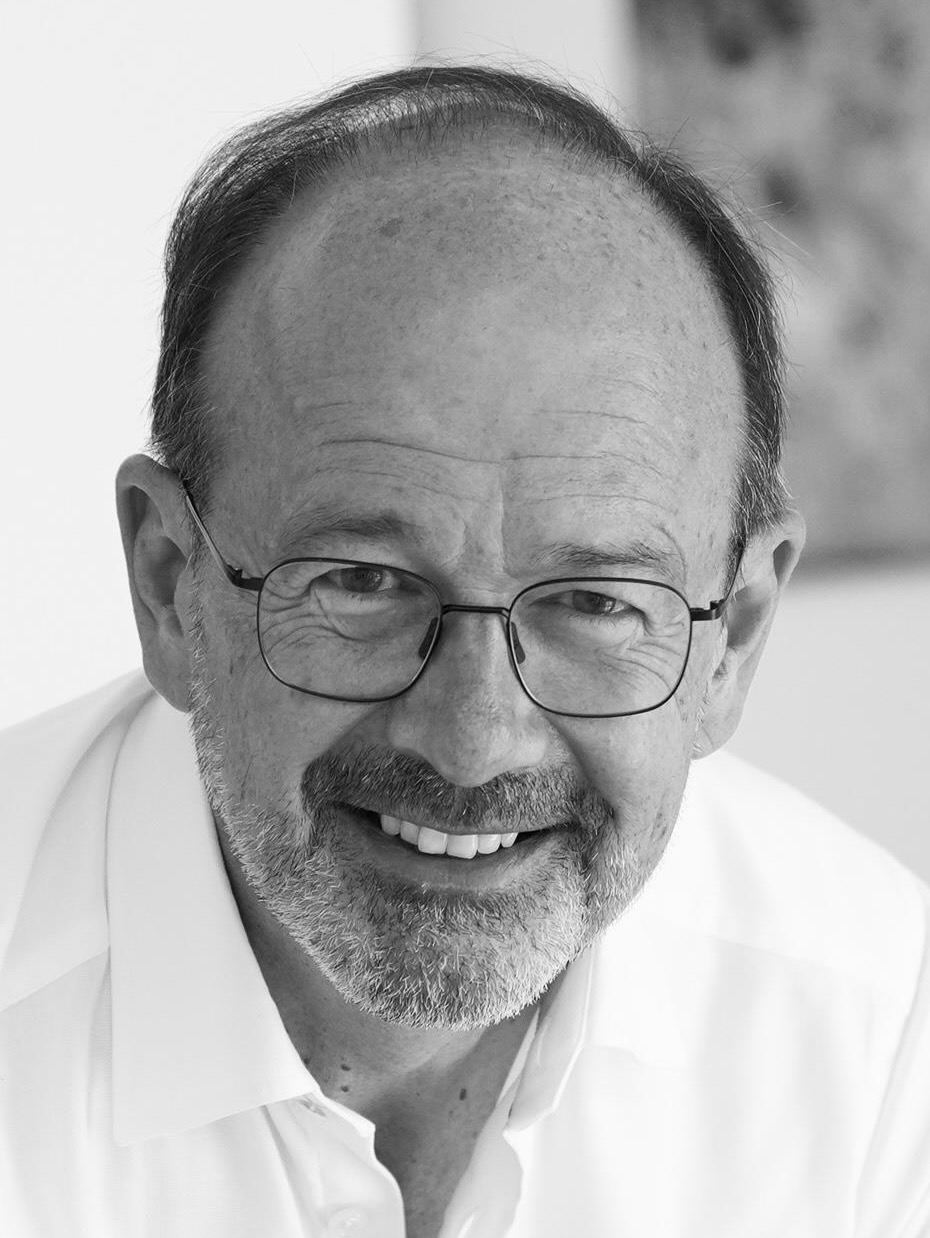
Frank Hellwig

Frank Hellwig (* 4. August 1960 in Koblenz) ist ein deutscher Spezialist für Bankenabwicklungen und Bankrestrukturierungen. Er ist Sonderbeauftragter der Bundesanstalt für Finanzdienstleistungsaufsicht (BaFin) mit Geschäftsleitungsbefugnis und Liquidator bei der OWH SE i.L., vormals VTB Bank (Europe) SE.

## Werdegang
Von 1982 bis 1987 studierte Hellwig an der Ludwig-Maximilians-Universität München Wirtschaftswissenschaften mit einem Abschluss als Diplom-Kaufmann. 1997 absolvierte er ein Management Programm an der Stanford University (Stanford Executive Program) und 2019 bis 2020 an der University of Oxford das Oxford Fintech Programme.

## Berufliche Positionen
FMS Wertmanagement
Nach mehreren Stationen in der Bankbranche – unter anderem bei der Hypovereinsbank, der HVB Real Estate Bank AG und der Deutsche Pfandbriefbank AG – gehörte Hellwig 2010 zum Gründungsvorstand der FMS Wertmanagement. Bei dieser Anstalt öffentlichen Rechts, die Altlasten der Hypo Real Estate abwickelt, bekleidete Hellwig zwischen 2010 und 2019 verschiedene Positionen. Er war nach seiner Funktion als Gründungsvorstand zunächst Generalbevollmächtigter und später als Chief Operating Officer wieder Mitglied des Vorstands. Außerdem hatte er den Aufsichtsratsvorsitz bei der FMS Servicegesellschaft GmbH und war Mitglied im Board of Directors bei der irischen Depfa Bank, die zu dieser Zeit ebenfalls der FMS Wertmanagement gehörte und abgewickelt oder verkauft werden sollte.
Wirecard
2020 wurde Hellwig zunächst zum Aufsichtsratsvorsitzenden und wenige Wochen später zum 1. Dezember 2020 zum Vorstandsvorsitzenden bei der Wirecard Bank AG ernannt. Sein Auftrag bestand darin, die Bank abzuwickeln. Die Wirecard Bank AG war zu diesem Zeitpunkt eine Tochtergesellschaft der unter Insolvenzverwaltung stehenden Wirecard Holding AG und gehörte zur Insolvenzmasse des vom Insolvenzverwalter Michael Jaffé durchgeführten Verfahrens.
VTB Bank (Europe) SE (umbenannt in OWH SE i.L)
Am 19. April 2022 wurde Hellwig von der BaFin als Sonderbeauftragter zum Vorstandsvorsitzenden der VTB Bank (Europe) SE in Frankfurt ernannt. Die Bank ist eine Tochtergesellschaft der zweitgrößten russischen Bank PJSC VTB Bank und wurde als Folge des Ukraine-Kriegs vollständig von ihrer russischen Muttergesellschaft abgeschirmt. In den ersten Wochen nach Kriegsbeginn erfuhr die Bank einen dramatischen Abzug von Einlagen. Dennoch konnte Hellwig Mitte 2023 verkünden, dass die deutsche Einlagensicherung nicht in Anspruch genommen wird.
Mit Beschluss des Amtsgerichts Frankfurt am Main vom 8. Juni 2022 wurde auf Antrag der BaFin die FUW Treuhand Projekt GmbH, vertreten durch die Geschäftsführer Lucas Flöther und Andreas Wissing, als Treuhänder für die Ausübung der Stimmrechte der Aktionäre der Bank bestellt.
Zum 1. April 2023 wurde die VTB Bank (Europe) SE in ein Liquidationsverfahren überführt. Die bis dahin amtierenden Vorstände Hellwig und Miro Zadro wurden zu diesem Zeitpunkt zu Liquidatoren der Bank.
Im November 2023 bezeichnete BaFin-Präsident Mark Branson die Abwicklung der VTB Bank (Europe) SE als interessantes Beispiel. „Wir hätten die Bank im März 2022 in die Insolvenz schicken können – der Schaden für die Einlegerinnen und Einleger und die Sicherungssysteme wäre entsprechend groß geworden.“ Stattdessen habe man die Kontrolle übernommen, die Bank von der russischen Mutter abgeschottet und das Geschäft Schritt für Schritt runtergefahren. „Das war eine erfolgreiche Begleitung eines sehr komplexen Falls.“
Zum Jahreswechsel 2023/24 ändert die VTB Bank (Europe) SE i.L. ihren Namen in OWH SE i.L. Mit Wirkung zum 20. August 2024 wurde der OWH SE i.L. von der Europäischen Zentralbank und der Bundesanstalt für Finanzdienstleistungsaufsicht die Banklizenz entzogen. Liquidator Hellwig sieht darin den nächsten Schritt der fortgesetzten Abwicklung, der „wesentliche Erleichterungen in unserer täglichen Arbeit, insbesondere bei unseren regulatorischen Verpflichtungen“ bringe.

## Weitere Aktivitäten und Mandate
Seit Mai 2020 sitzt ist Hellwig im Verwaltungsrat der Erste Abwicklungsanstalt AöR in Düsseldorf, die Vermögenswerte und Verpflichtungen der ehemaligen WestLB abbaut. Er ist außerdem Mitglied im Executive Committee des Stanford Club of Germany und Eigentümer und Managing Director der Unternehmensberatung hellwigpartners in Starnberg.

## Veröffentlichungen
- Bankenabwicklung nicht auf die lange Bank schieben. In: Börsen-Zeitung. 8. Oktober 2021.
In diesem Gastbeitrag für die Börsen-Zeitung benannte Hellwig die aus seiner Sicht entscheidenden Faktoren für eine erfolgreiche Abwicklung einer Bank – People, Mindset, Analyse und Governance: „Diese vier Erfolgsfaktoren sind eng miteinander verflochten, sie bedingen einander. Das Fehlen einer Voraussetzung führt zwingend dazu, dass es auch an anderer Stelle haken wird. Denn das Thema Bankenabwicklung wird uns mit Sicherheit schneller wieder beschäftigen, als wir uns das wünschen.“